# Дэйли, Кэндис
Кэ́ндис Ми́а Дэ́йли (англ. Candice Mia Daly; 4 января 1963 или 4 января 1966, Лос-Анджелес, Калифорния — 14 декабря 2004, Лос-Анджелес, Калифорния) — американская актриса.

## Личная жизнь

### Отношения
17 мая 1998 года Кэндис вышла замуж за своего давнего возлюбленного — актёра и каскадёра Бертранда Тригюра. Они были женаты 6 лет до смерти Дэйли в декабре 2004 года.

### Последние годы и смерть
В 1997—1998 года Кэндис играла роль Вероники и Сары в 4-х эпизодах телесериале «Молодые и злые». Роль в этом сериале стала для Дэйли одной из самых известных. После окончания съёмок в сериале в 1998 году актриса больше не снималась в кино, она не могла найти для себя работу по душе.
6 лет спустя, 14 декабря 2004 года, забытая зрителями 41-летняя актриса была найдена мёртвой у себя дома в Глендейле (штат Калифорния, США). Точная причина смерти женщины неизвестна, но предположительно причиной стало злоупотребление наркотиками, однако друг умершей высказал мнение о том, что она умерла «в нечестной игре».